# Schloss Le Clos Lucé

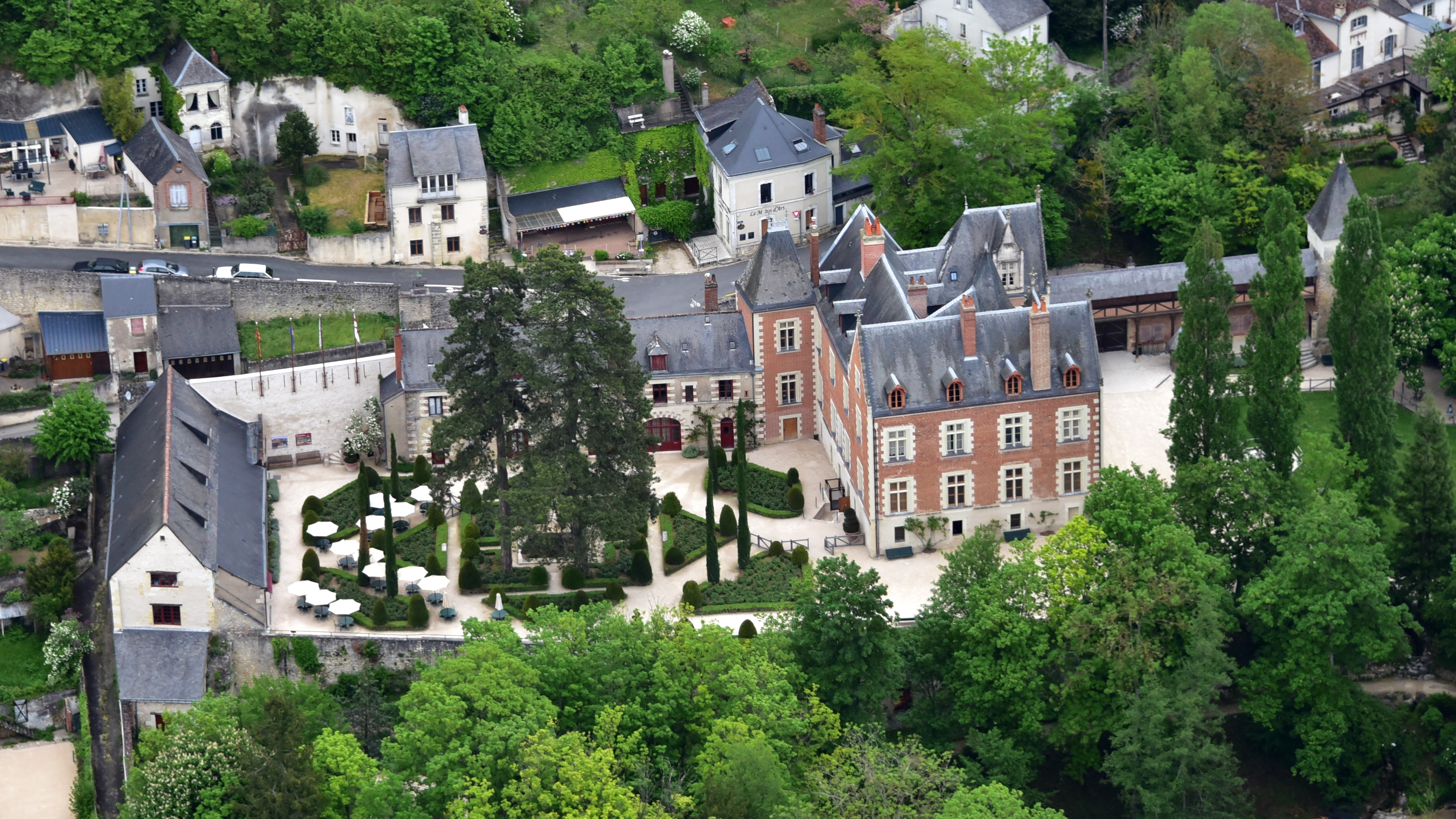
Schloss Le Clos Lucé, Luftaufnahme (2016)

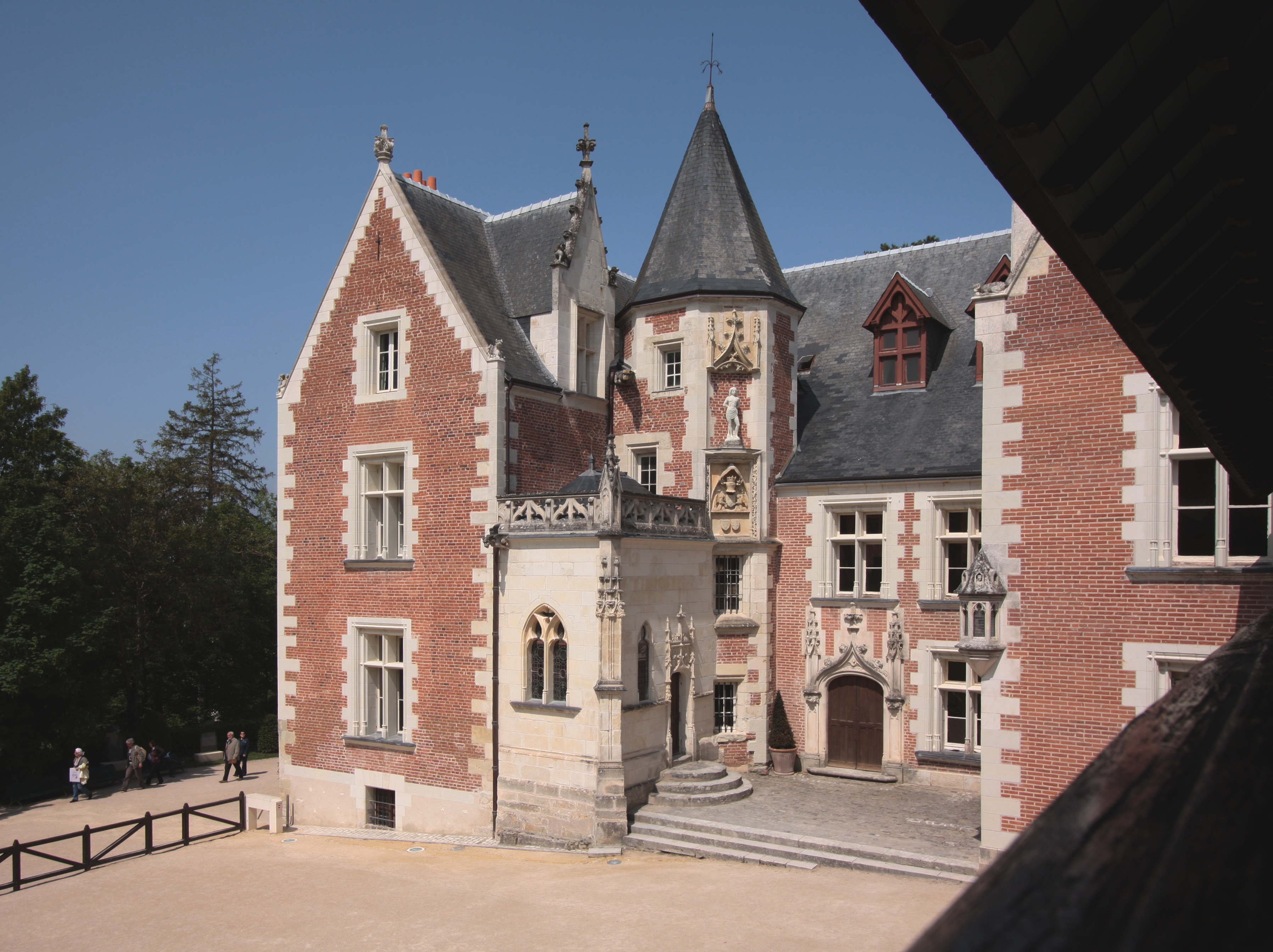
Le Clos Lucé

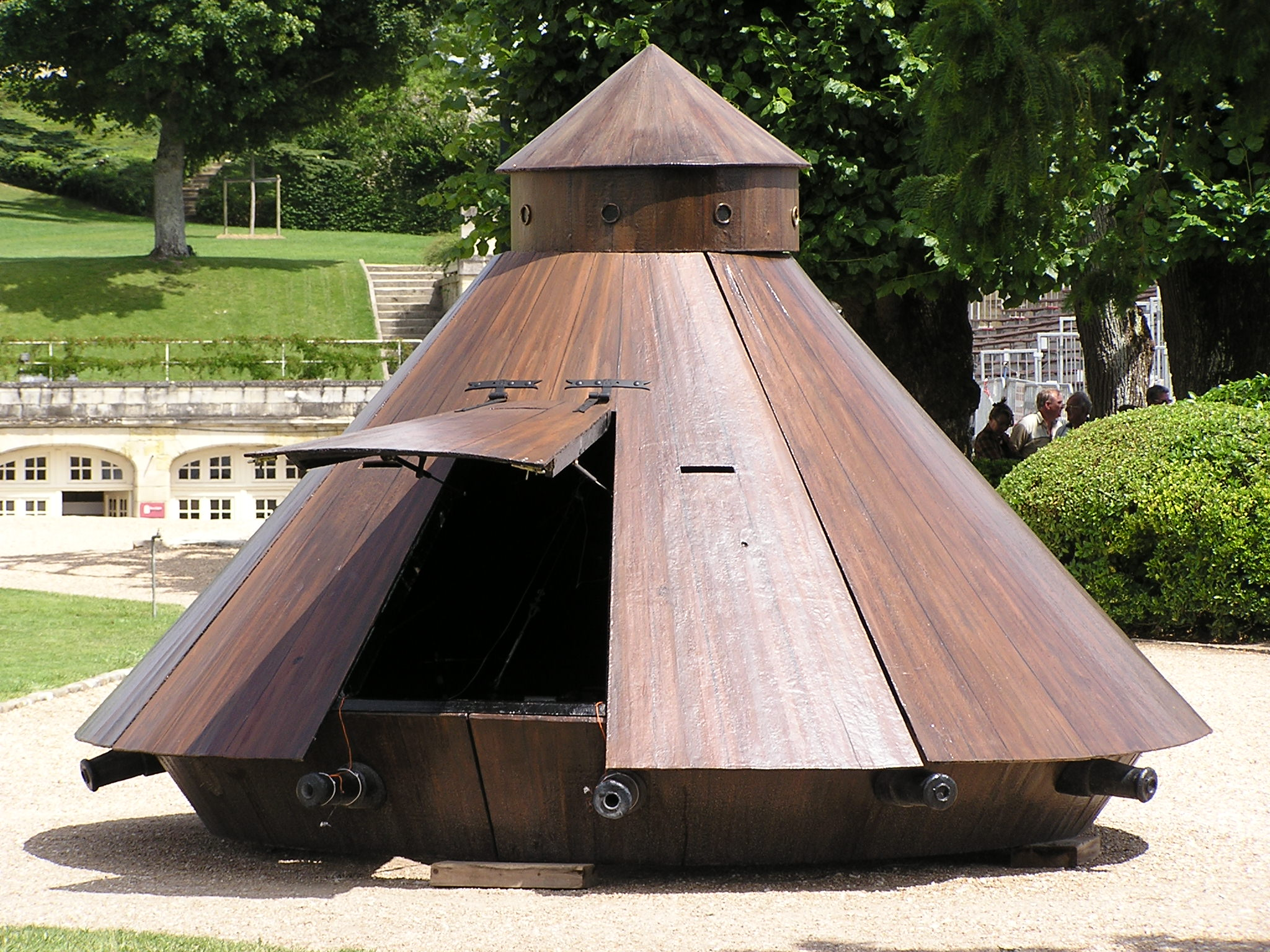
Panzerwagen nach da Vincis Entwurf, Le Clos Lucé, Außenanlage

Das Schloss Le Clos Lucé (bis um 1700: Château du Cloux) befindet sich in Amboise, etwa 500 Meter entfernt vom Loireschloss Amboise, zu dem eine unterirdische Verbindung besteht. Es ist der Ort des letzten Wirkens und Sterbeort des Künstlers und Universalgelehrten Leonardo da Vinci.

## Geschichte
Erbaut wurde Clos Lucé von Étienne le Loup in der Mitte des 15. Jahrhunderts. Im Jahre 1490 erwarb es der französische König Karl VIII. für seine Frau Anne de Bretagne. Später wurde es von König Franz I. und seiner Schwester Margarete von Navarra benutzt, die dort begann, ihr Buch L'Heptaméron zu schreiben.
Im Jahre 1516 lud Franz I. Leonardo da Vinci nach Amboise ein und überließ ihm Clos Lucé als einen Platz zum Leben und Arbeiten. Leonardo zog ein, begleitet von seinen Geliebten Salaj (Maler) und Francesco Melzi sowie einem ergebenen Diener. Er brachte drei Gemälde mit: die Mona Lisa, Anna selbdritt und Johannes der Täufer. Er lebte dort drei Jahre lang bis zu seinem Tode am 2. Mai 1519.

## Da-Vinci-Museum
Heute ist Clos Lucé ein Leonardo-da-Vinci-Museum, in dem neben Zeugnissen der bedeutenden Vergangenheit der Region vor allem Leonardos Entwürfe und zahlreiche Modelle seiner Konstruktionen und Erfindungen, Kopien einiger Gemälde sowie Zitate aus seinen Aufzeichnungen ausgestellt sind.
In einem der gezeigten Kernsätze heißt es: „Um das wichtigste Geschenk der Natur zu bewahren, damit meine ich die Freiheit, weiß ich, wie ich anzugreifen und mich zu verteidigen habe, im Fall einer Belagerung durch machtgierige Tyrannen.“ (französisch: „Pour conserver le don principal de la nature, c’est à dire la liberté, je sais comment attaquer et défendre en cas de sièges par les ambitieux tyrans.“)

## Architektur und Interieur

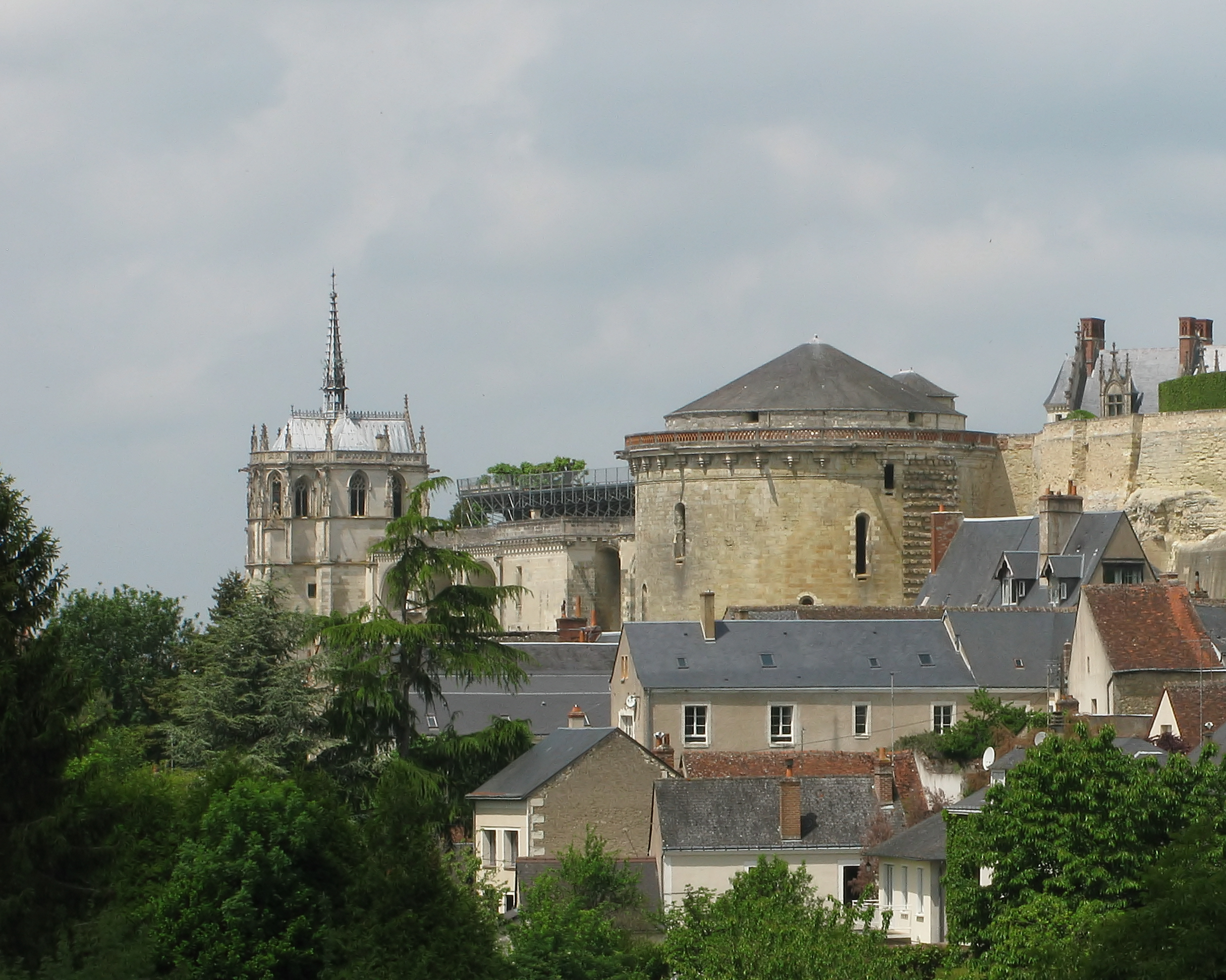
Blick von Clos Lucé auf Stadt und Schloss Amboise

Schloss Le Clos Lucé, das seit 1854 der Familie Saint Bris gehört, hat trotz seiner weitläufigen Gärten, des großen Taubenschlags aus Backstein und der umgebenden Weinberge den Charakter einer Wehrburg mit Spähturm, Schießscharten, Schilderhaus und (in Resten erhaltener) Zugbrücke. Hubert St-Bris verfolgte ab 1955 das Ziel, den Zustand der Anlage zur Zeit seines berühmten Bewohners Leonardo da Vinci so weit wie möglich wiederherzustellen. Die umfangreiche Restaurierung übernahm der Architekt Bernard Vitry von „Monuments historiques“.
Besonders die Wohnräume erstanden in altem Glanz:
- die Betkapelle, die Karl VIII. für seine Gattin Anna von Bretagne errichten ließ,
- die Salons mit ihrer Täfelung aus dem 18. Jahrhundert,
- der große Renaissancesaal, Empfangssalon Leonardos,
- die Küche mit dem gewaltigen Kamin,
- die Räume im Kellergeschoss.

Von der Terrasse des Renaissancegartens bietet sich ein Blick auf Stadt und Schloss.

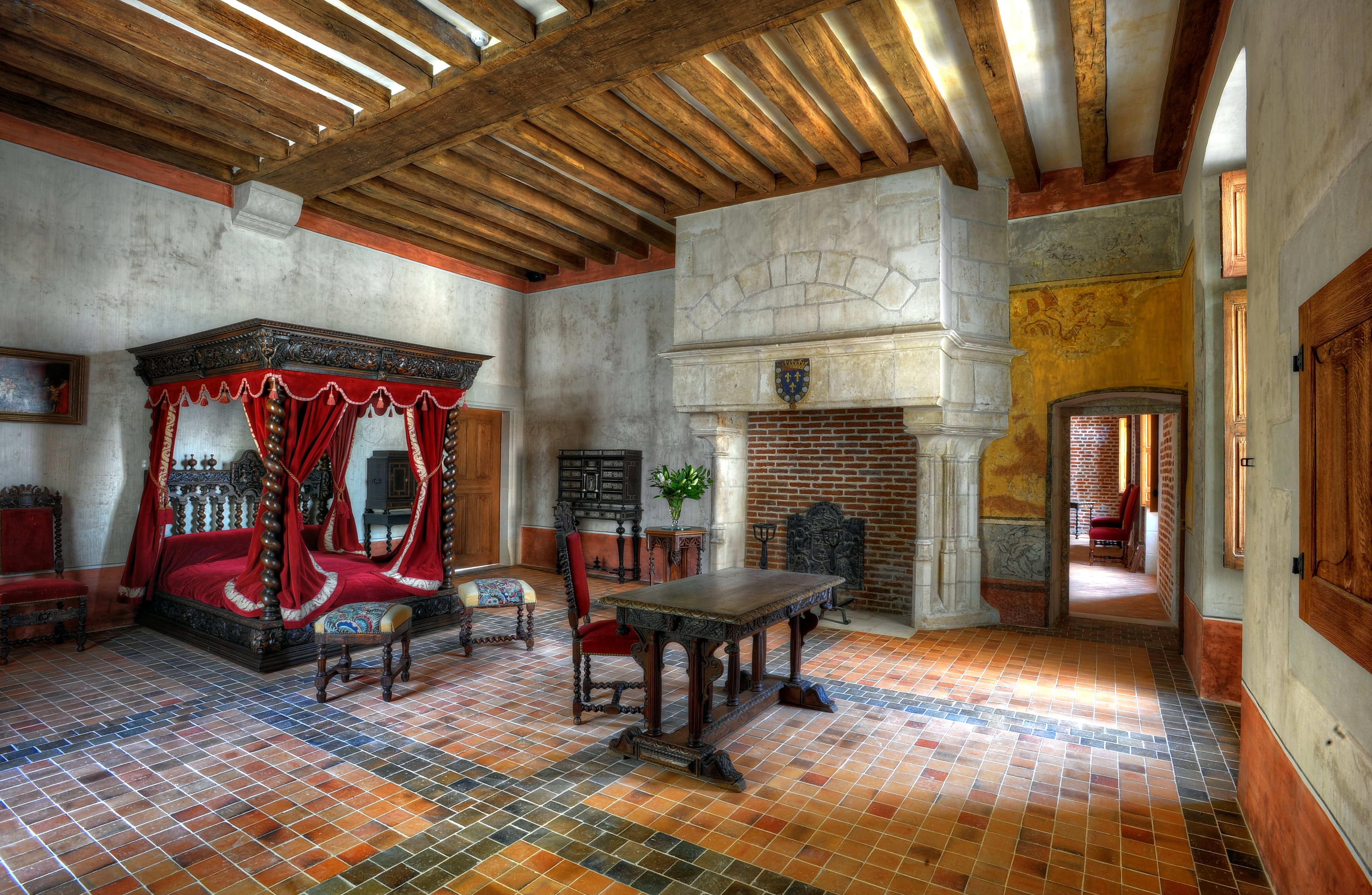
Zimmer Leonardo da Vincis
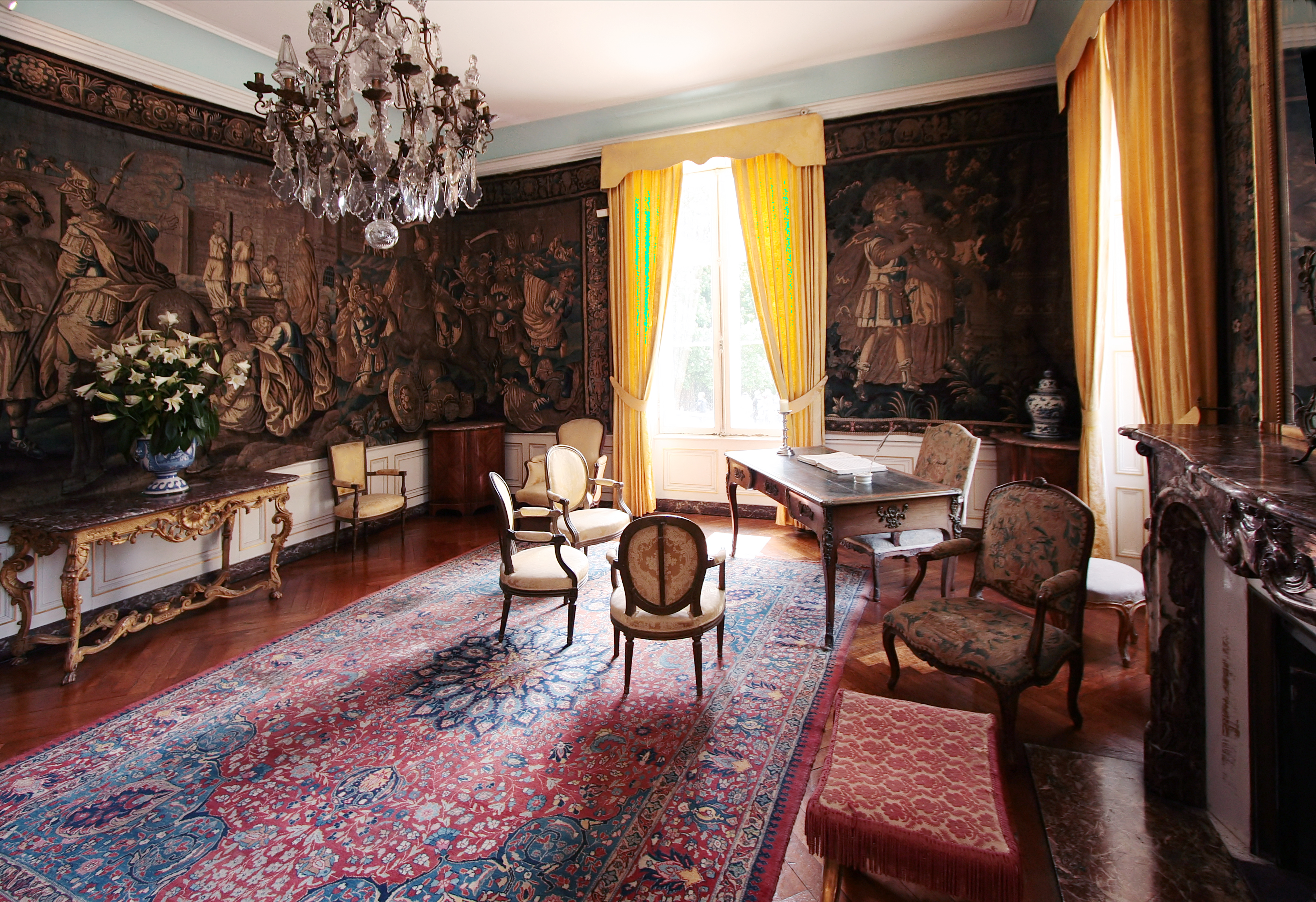
Kleiner Salon
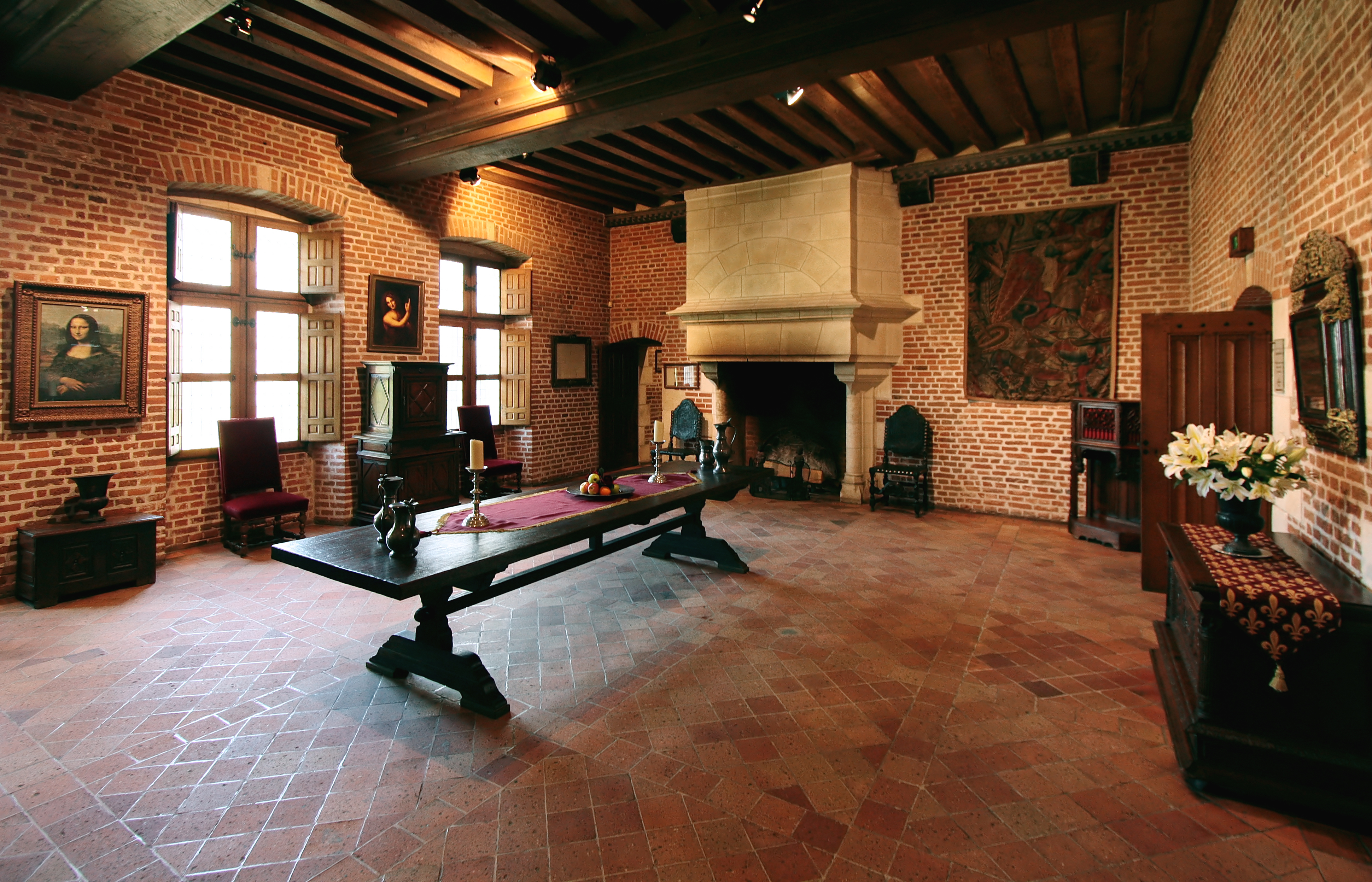
Großer Renaissancesaal
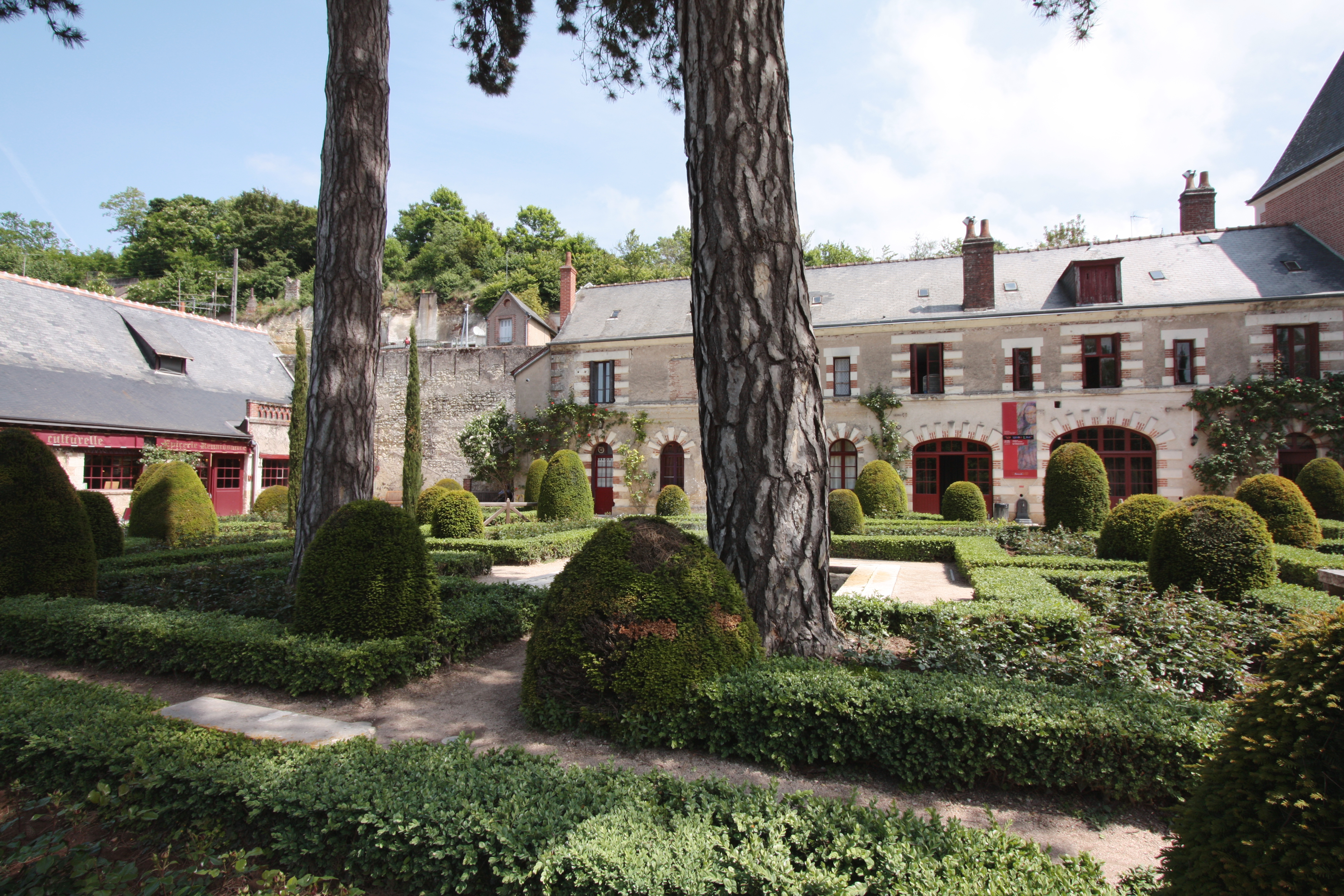
Renaissancegarten
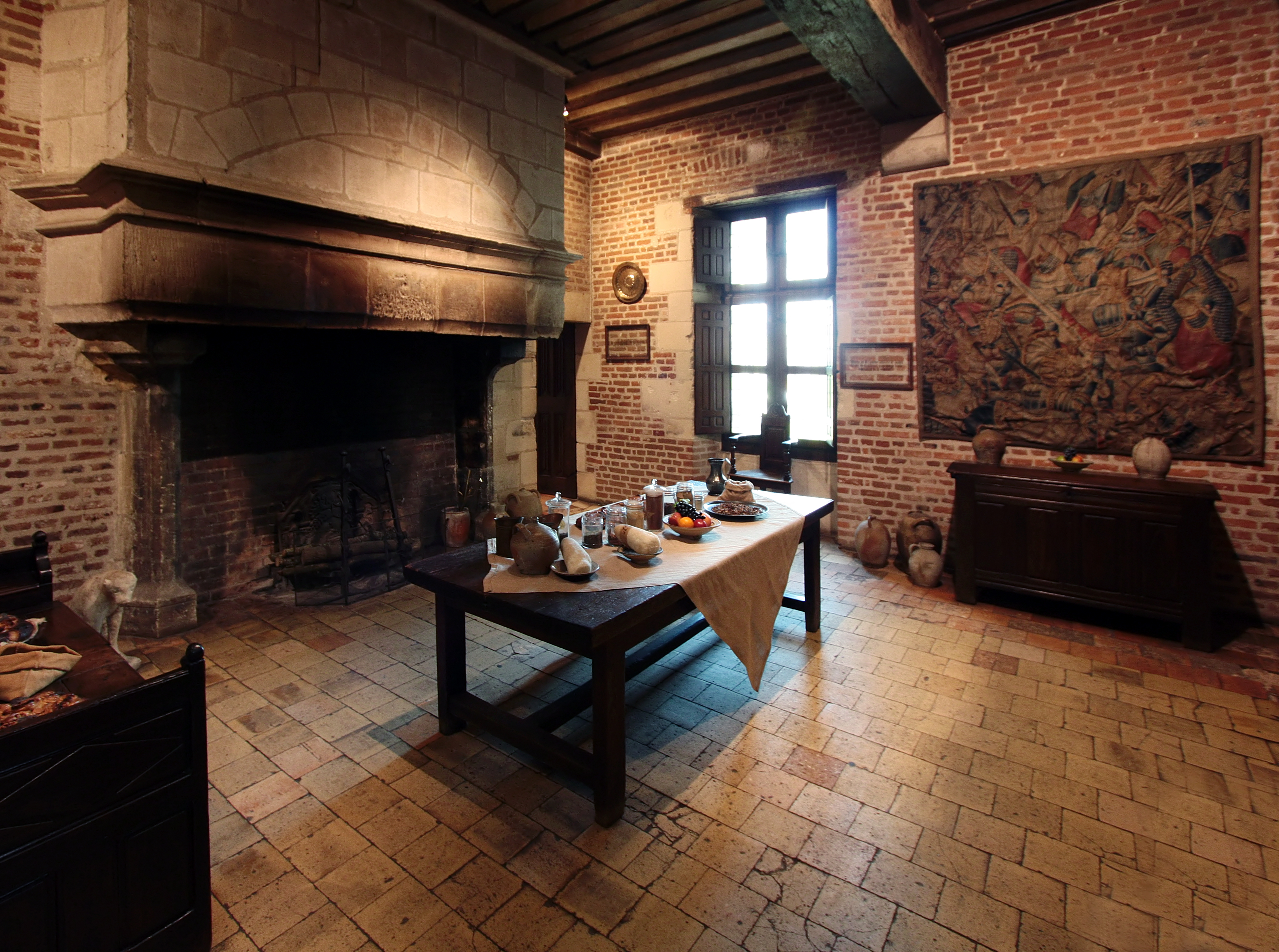
Küche